# Juan Bautista Pérez
Juan Bautista Pérez (Caracas, 20 de dezembro de 1869 — 7 de maio de 1952) foi um político venezuelano. Durante 30 de maio de 1929 e 13 de junho de 1931, ocupou o cargo de presidente da Venezuela. Graduou-se pela Universidade Central da Venezuela em Direito por volta de 1895; nos anos seguintes, ocupou a profissão de advogado e conseguiu alcançar, em 1929, a Presidência da Corte Federal e Cassação. Tal formação o possibilitou governar interinamente seu país.